# Стэнилешти (Васлуй)
Стэнилешти (рум. Stănilești) — коммуна в составе жудеца Васлуй (Румыния).

## Состав
В состав коммуны входят следующие населённые пункты (данные о населении за 2002 год)::
- Корни-Албешти (рум. Stănilești) — 3043 жителя
- Погэнешти (рум. Pogănești) — 1188 жителей
- Керсэкосу (рум. Chersăcosu) — 549 жителей
- Гура Вэий (рум. Gura Văii) — 507 жителей
- Буду Кантемир (рум. Budu Cantemir) — 329 жителей
- Богдана-Волосени (рум. Bogdana-Voloseni) — 209 жителей
- Сэрату (рум. Săratu) — 57 жителя

## География
Коммуна расположена в 291 км к северо-востоку от Бухареста, 33 км к востоку от Васлуя, 74 км к юго-востоку от Ясс, 133 км к северу от Галаца.

## Население
По данным переписи населения 2002 года в коммуне проживали 5882 человека.

### Национальный состав
| Национальность | Кол-во человек | Процент |
| -------------- | -------------- | ------- |
| Румыны         | 5882           | 100 %   |

### Родной язык
| Язык      | Кол-во человек | Процент |
| --------- | -------------- | ------- |
| Румынский | 5882           | 100 %   |

### Вероисповедание
| Вероисповедание | Кол-во человек | Процент |
| --------------- | -------------- | ------- |
| Православные    | 5868           | 99,8 %  |
| Адвентисты      | 6              | 0,1 %   |
| Римо-католики   | 3              | 0,1 %   |
| Реформаты       | 1              | < 0,1 % |
| Греко-католики  | 1              | < 0,1 % |